# Meteorium striatum
Meteorium striatum là một loài Rêu trong họ Meteoriaceae. Loài này được Lindb. mô tả khoa học đầu tiên năm 1865.